# Anna-Maria Müllerová
Anna-Maria Müllerová (provdaná Murachová, 23. února 1949, Friedrichroda – 23. srpna 2009, Berlín) byla německá sáňkařka.
Reprezentovala Německou demokratickou republiku („Východní Německo“). Na olympiádě v Sapporu roku 1972 vyhrála závod jednotlivkyň. Na předchozích olympijských hrách v Grenoblu roku 1968 skončila nejprve druhá (v soutěži přerušené kvůli špatnému počasí), ale byla diskvalifikována, spolu se svými východoněmeckými týmovými kolegy Ortrunem Enderleinem a Angelou Knöselovou (která byla čtvrtá), když se zjistilo, že porušili pravidla zahříváním běžců svých saní (které se používají k manévrování saněmi na dráze). Jejím nejlepším výsledkem na mistrovství světa bylo druhé místo (1969). V roce 1970 se stala mistryní Evropy. Po skončení závodní kariéry pracovala jako lékárnice v Berlíně.